# Rodica Arba
Rodica Arba, nata Puşcatu (Petricani, 5 maggio 1962), è un'ex canottiera romena.

## Palmarès

### Olimpiadi
- 4 medaglie:
  - 2 ori (Los Angeles 1984 nel due senza; Seul 1988 nel due senza)
  - 1 argento (Seul 1988 nell'otto)
  - 1 bronzo (Mosca 1980 nell'otto)

### Mondiali
- 7 medaglie:
  - 4 ori (Hazewinkel 1985 nel due senza; Nottingham 1986 nel due senza; Copenaghen 1987 nel due senza; Copenaghen 1987 nell'otto)
  - 1 argento (Duisburg 1983 nel due senza)
  - 2 bronzi (Monaco di Baviera 1981 nel due senza; Lucerna 1982 nel quattro con)